# Filtro passa alto
In elettronica, un filtro passa-alto (HPF) è composto da un circuito elettrico che permette solo il passaggio di frequenze al di sopra di un dato valore detto "frequenza di taglio". Può essere di tipo attivo o passivo a seconda della presenza di elementi attivi nel circuito come amplificatori oppure solo passivi. Inoltre, in base alla pendenza del taglio in frequenza, si può distinguere in filtro passa-alto di primo ordine (20 dB per decade), di secondo ordine (40 dB per decade), di terzo ordine (60 dB per decade) e così via.
Viene utilizzato anche per la separazione dei suoni da inviare agli altoparlanti tweeter, medi, ecc.
All'epoca delle radio a galena e di quelle a onde corte veniva anche usato come antenna e chiamato tappo-luce.
L'opposto di tale filtro è il filtro passa basso, che permette il passaggio di frequenze al di sotto della frequenza di taglio, bloccando quindi le alte frequenze.

## Filtro passivo passa-alto

Schema di filtro passa-alto passivo del I ordine

Il filtro passa-alto passivo, tra i filtri più semplici da realizzare, è il circuito CR in serie: prelevando il segnale di uscita ai capi del resistore si ha la caratteristica di far passare tutte le componenti di frequenza superiori alla frequenza di taglio, che dipende dalle caratteristiche di R e di C. Segnali con frequenza inferiore alla frequenza di taglio sono proporzionalmente attenuati al diminuire della frequenza.
Possiamo calcolare la funzione di rete più appropriata utilizzando il metodo operatoriale o il metodo simbolico, per esempio calcolando con le leggi di Kirchhoff:
{\displaystyle \mathbf {V} _{out}={\frac {R}{{\frac {1}{j\omega C}}+R}}\mathbf {V} _{in}}
oppure calcolare direttamente la funzione di trasferimento:
{\textstyle k(j\omega )={\frac {j\omega \tau }{1+j\omega \tau }}}
dove {\displaystyle \tau =RC} è la costante di tempo caratteristica del circuito. A seconda dell'ingresso, la funzione di trasferimento definisce completamente la risposta del circuito a qualsiasi segnale in ingresso. A noi però interessa qui solo la sua risposta in frequenza, per cui troviamo l'ampiezza:
{\displaystyle |k(j\omega )|={\frac {\omega \tau }{\sqrt {1+\omega ^{2}\tau ^{2}}}}}
e la fase:
{\displaystyle \phi (\omega )=\arctan {\frac {1}{\omega \tau }}}
Graficando queste due quantità tramite i diagrammi di Bode, si vede che l'ampiezza rimane costante dalla frequenza di taglio, che si ricava imponendo per definizione:
{\displaystyle |k(j\omega )|={\frac {1}{\sqrt {2}}}}
che corrisponde ad una attenuazione del segnale di 3 dB, ottenendo:
{\displaystyle \omega _{t}={\frac {1}{\tau }}\,\,\rightarrow \,\,f_{t}={\frac {1}{2\pi \tau }}}
Prima di tale valore, l'ampiezza del segnale è una retta crescente di 20 dB per decade. I valori asintotici dell'ampiezza e della fase sono:
{\displaystyle |k(j\omega )|=0\,\,\,\omega =0}
che significa che il sistema RC non trasmette il segnale in continua:
{\displaystyle |k(j\omega )|\to 1\,\,\,\omega \to \infty }
che significa appunto che l'ampiezza si annulla per basse frequenze, mentre per la fase:
{\displaystyle \phi (\omega )={\frac {\pi }{2}}\,\,\,\omega =0}
{\displaystyle \phi (\omega )=0\,\,\,\omega \to \infty }
{\displaystyle \phi (\omega )={\frac {\pi }{4}}\,\,\,\omega =\omega _{t}}
Notiamo che se {\displaystyle \omega \ll {\frac {1}{\tau }}} la funzione di trasferimento:
{\displaystyle |k(j\omega )|\simeq {\frac {1}{\sqrt {1/\omega ^{2}\tau ^{2}}}}=\omega \tau }
che appunto conferma che l'ampiezza cresce linearmente con la frequenza del segnale.

## Filtro attivo passa-alto
Il filtro passa-alto ha un'equazione dinamica lineare che descrive il circuito è:
{\displaystyle {\frac {dv_{in}(t)}{dt}}={\frac {v_{out}}{RC}}+{\frac {dv_{out}}{dt}}}
oppure riscritta:
{\displaystyle {\frac {d(v_{in}-v_{out})}{dt}}={\frac {v_{out}}{RC}}}
Ora se vale la condizione {\displaystyle v_{out}\ll v_{in}} cioè se la caduta di tensione ai capi di R è molto piccola rispetto alla caduta di potenziale ai capi di C, allora si ha come soluzione:
{\displaystyle v_{out}\simeq RC{\frac {dv_{in}}{dt}}}
cioè come si vede il segnale di uscita è proporzionale alla derivata del segnale in ingresso, realizzando un derivatore. Si può anche vedere più esplicitamente che per realizzare un derivatore ideale dovremmo avere in termini di frequenza:
{\displaystyle \mathbf {V} _{out}(\omega )=\lambda \omega \mathbf {V} _{in}}
cioè dovrebbe avere una funzione di trasferimento:
{\displaystyle k(j\omega )=\lambda \omega }
dove {\displaystyle \lambda } è un fattore costante di proporzionalità. In base alla risposta in frequenza del filtro passa-alto vediamo che il filtro approssima bene un derivatore solo per {\displaystyle \omega \tau \ll 1} nella regione delle basse frequenze che ha impedenza capacitiva C alta.
Per un derivatore, più preciso si deve utilizzare un elemento attivo come l'amplificatore operazionale che permette di produrre un derivatore analogico molto efficiente.